# Vico Morcote
Vico Morcote ist eine politische Gemeinde im Schweizer Kanton Tessin. Sie gehört zum Kreis Paradiso und zum Bezirk Lugano. Das Dorf ist mit seinem ursprünglichen Charakter ein beliebtes touristisches Ausflugsziel.

## Geographie
Das Dorf liegt auf 424 m ü. M. am Südosthang des Monte Arbòstora rund 150 Meter über dem Luganersee gegenüber von Brusino Arsizio. Wenig nordöstlich liegt ebenfalls leicht über dem Seeufer der Ortsteil Olivella, während Colombaio direkt am See an der Gemeindegrenze zu Melide liegt.
Die Nachbargemeinden sind im Norden Lugano und Melide TI, im Osten Brusino Arsizio, im Süden und Westen Morcote.

## Geschichte

Vico Morcote: Luftbild von Walter Mittelholzer (1919)

Vico Morcote ist seit römischer Zeit bewohnt. Das Dorf wird erstmals im Jahr 1022 unter dem damaligen Namen Vico Morcao erwähnt, es gehörte samt Carabietta zum concilium von Morcote und bildete mit Morcote eine der privilegierten oder Sondergemeinden. 1416 wird der Name Vico Morcote erwähnt. Vico Morcote war bis 1588 politisch mit Morcote vereint.

## Bevölkerung
Einwohnerzahlen: Volkszählungsdaten

## Verkehr
Vico Morcote wird durch Nebenstrassen erschlossen, die das Dorf mit Carona, Melide und Morcote verbinden. 4 km nordöstlich liegt die Bahnstation Melide der Linie Bellinzona-Lugano-Chiasso der Schweizerischen Bundesbahnen.

## Sehenswürdigkeiten
- Pfarrkirche der Heiligen Fidelis und Simon (Chiesa parocchiale dei Santi Fedele e Simone) mit Hauptaltar des Bildhauers Giacomo Pellegatta aus Cadro. An der Rückwand des Chors sind Fresken aus dem Jahr 1626 zu sehen, die die Kreuzigung Jesu darstellen. Über der Eingangstür im Chorraum befindet sich ein wertvolles Instrument aus dem späten 18. Jahrhundert, das wahrscheinlich aus der italienischen Schule der Chiesa stammt und 1994 von Maestro Organaro Alessandro Girotto aus Postioma bei Treviso restauriert wurde. An den Eckpfeilern befinden sich zwei Wandreliquiare aus Stuck aus dem 18. Jahrhundert: Das linke trägt eine Tiara, die auf den Papst Anicetus anspielt, der von 155 bis 166 Papst war und der Überlieferung nach aus Vico Morcote stammte. Ausserdem erinnert eine Gedenktafel an den Pontifex: FIGLIO DI QUEST’UMILE VILLAGGIO / MUOVENDO CON L’AQUILE DI ROMA / GIOVANNI LEGIONARIO IN SIRIA / DIEDE DECIMO SUCCESSORE A S. PIETRO / IL FIGLIO PAPA SANT’ANICETO MARTIRE + 167. In den letzten Jahren war das Äussere der Kirche ziemlich baufällig geworden, mit zerbrochenen Statuen, rissigem und gespaltenem Putz fast überall und unzähligen Wassereinbrüchen. Dank der Vereinbarung zwischen der Gemeinde und dem Pfarrgemeinderat konnten die Restaurierungsarbeiten zwischen 2006 und August 2008 beginnen.[7]
- Palazzo Bazzurri mit Stuckausschmückung[7]
- Villa Achillea[7]
- Wohnhaus Gianini, Architekt: Mario Chiattone[7]
- Villa und privater Park Peter Smithers[7]

## Persönlichkeiten
- Künstlerfamilie Raggi.[8]
  - Innocente Raggi (* um 1485 in Vico Morcote; † nach 1526 ebenda), Bildhauer, der 1526 mit Tommaso Rodari am Dom zu Como arbeitete[9]
  - Martino Raggi (16. Jahrhundert), Bildhauer in Genua[10][11]
  - Francesco Raggi (* um 1520 in Vico Morcote; † nach 1589), Bildhauer in Rom, Sachverständiger bei Kunstwerken 1557 und 1589[12]
  - Giacomo Raggi (* um 1520 in Vico Morcote; † nach 1589), Bildhauer in Rom[13]
  - Andrea Raggi (* um 1590 in Vico Morcote; † 14. Dezember 1643 in Rom), Polier, Vater von Antonio[14]
  - Giovanni Angelo Raggi (* um 1600 in Vico Morcote; † nach 1640 in Rom), Baumeister, Stuckateur[15]
  - Antonio Raggi (il Vecchio) (* 1624 in Vico Morcote; † 1. August 1686 in Rom),  Bildhauer und Stuckateur, Mitarbeiter von Gian Lorenzo Bernini in Rom
  - Bernardo Raggi (* um 1626 in Vico Morcote; † nach 1680 ebenda), Bruder des Antonio, Architekt, wirkte 1654–1657 in der Kathedrale von Rieti.[16][17]
  - Antonio Raggi (il Giovane) (* 1658 in Vico Morcote; † 1718 in Rom), Bildhauer in Rom, Professor an der Kunstakademie von Rom, schuf die Statue von Alexander III. (Papst) in der Kathedrale von Siena und das Denkmal des Kardinals Buonaccorso Bonaccorsi in der Basilika vom Heiligen Haus in Loreto.[18][19][20]

- Giovanni Battista Scala (* um 1580 in Vico Morcote; † nach 1640 in Rom), Baumeister 1617–1628 in Castel Gandolfo[21]
- Fra Ferdinando da Vico Morcote (* um 1625 in Vico Morcote; † nach 1686 in Lugano), Franziskaner, Miniaturenmaler[22]
- Gaetano Polari (* 6. November 1826 in Vico Morcote; † 5. April 1894 in Morcote), Anwalt, Politiker, Redaktor[23]
- Hans Herbert Blatzheim (1905–1968), deutscher Grossgastronom und Unternehmer
- Peter Smithers (1913–2006), britischer Nachrichtendienst-Offizier.
- Luido Bernasconi (* 1948), Anwalt, Politiker, ehemaliger Gemeindepräsident von Vico Morcote und ehemaliger Präsident des FC Lugano[24][25]

## Bilder

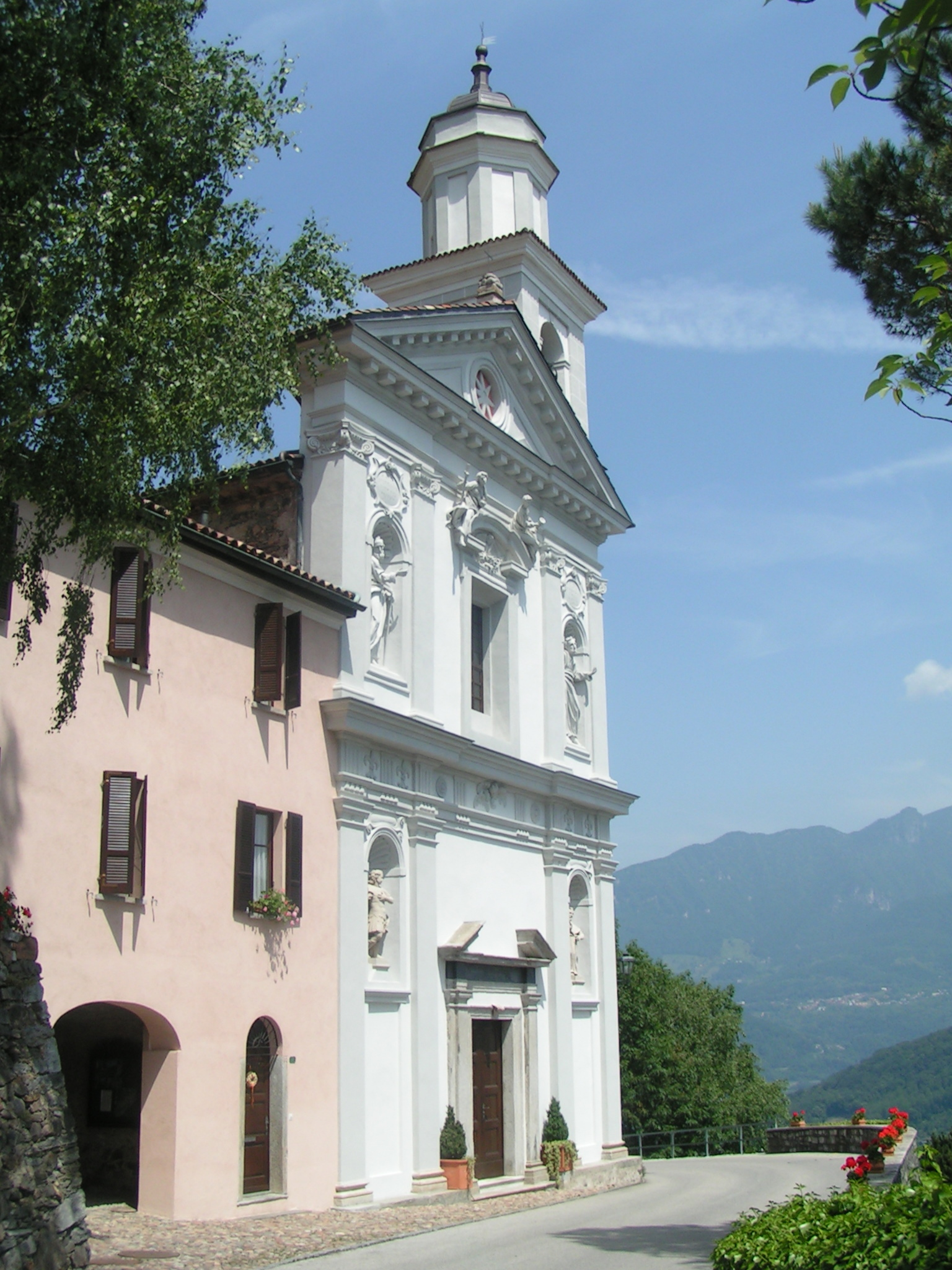
Kirche Santi Fedele und Simone
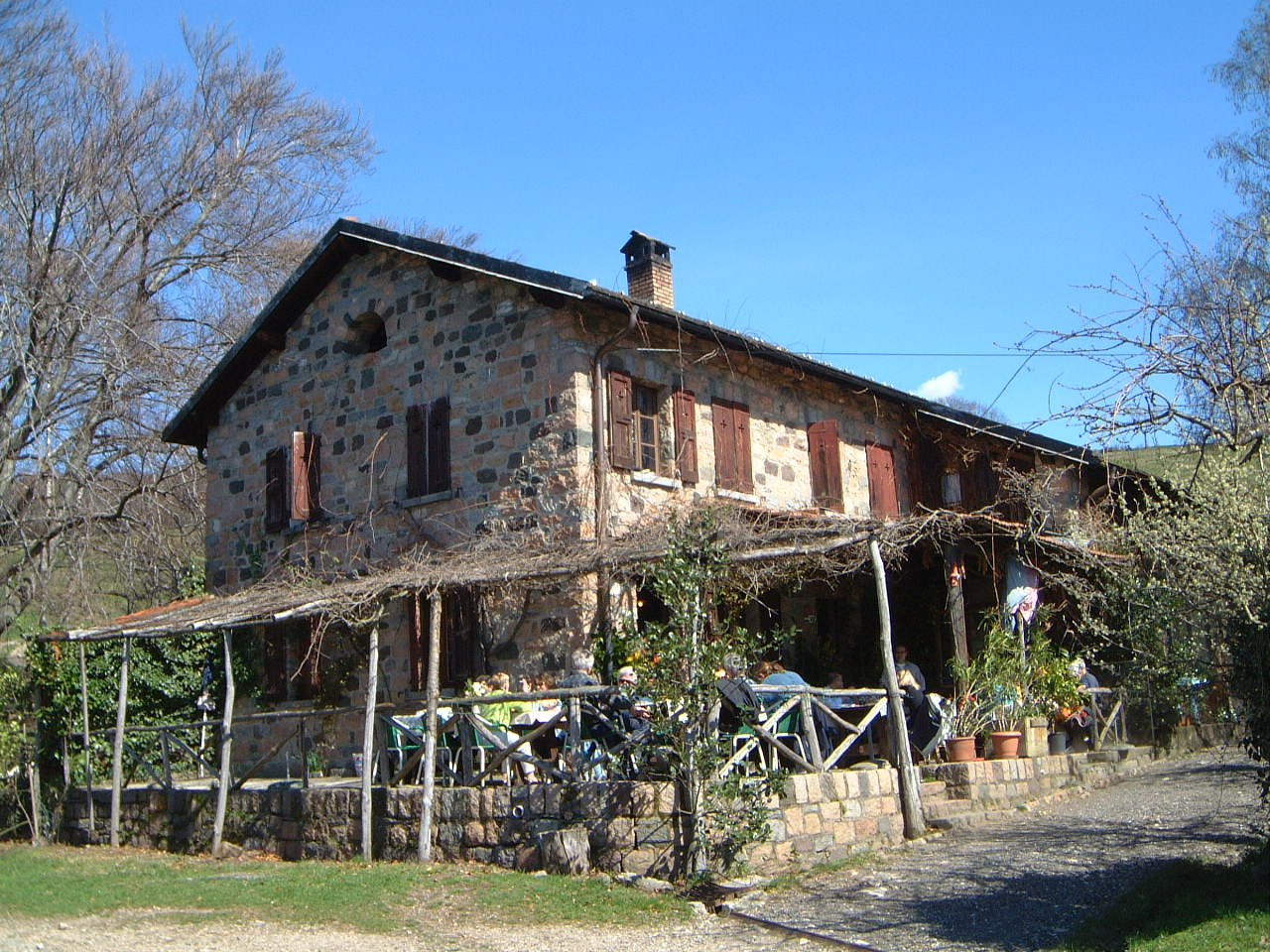
Ristoro Alpe Vicania
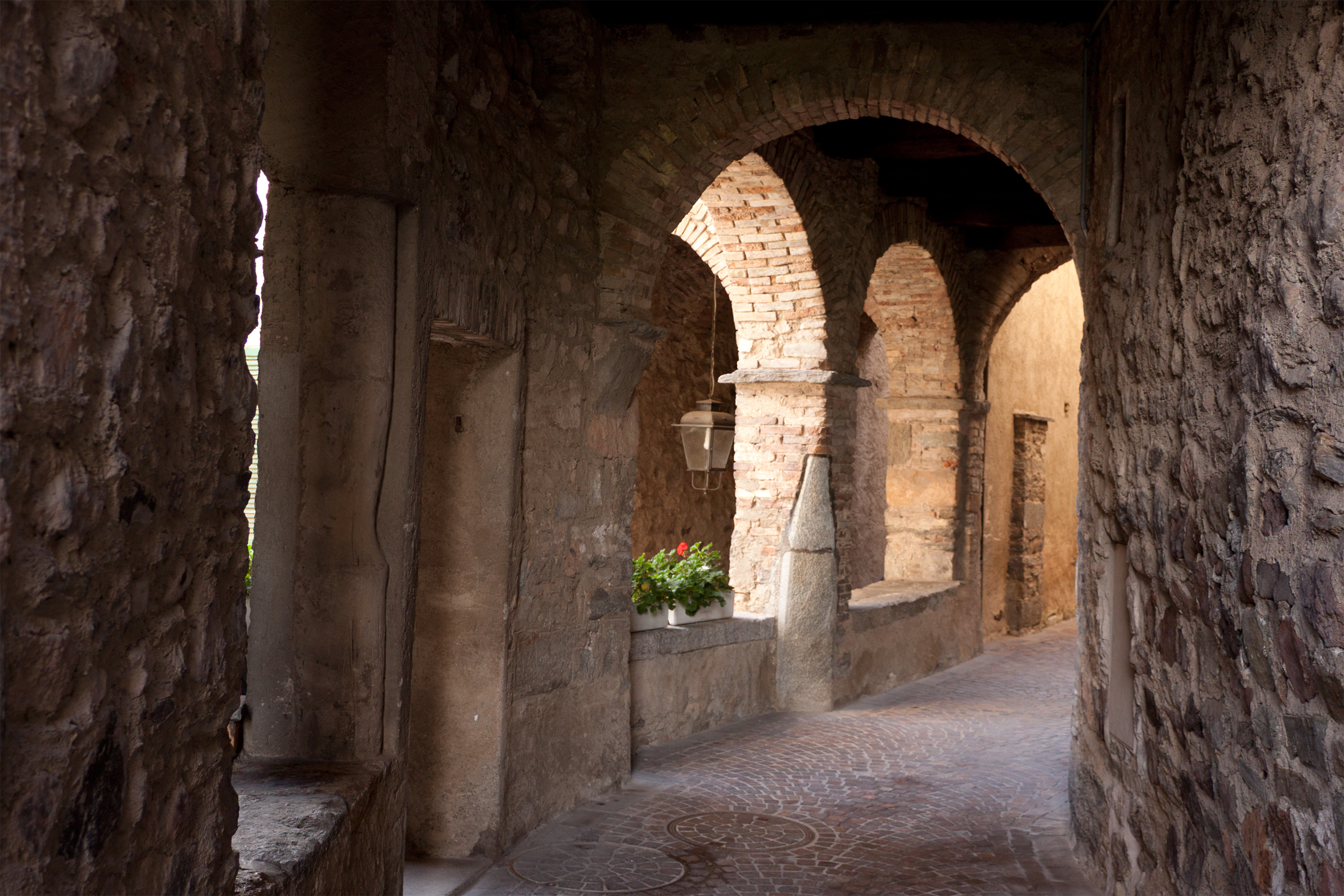
Dorfmitte
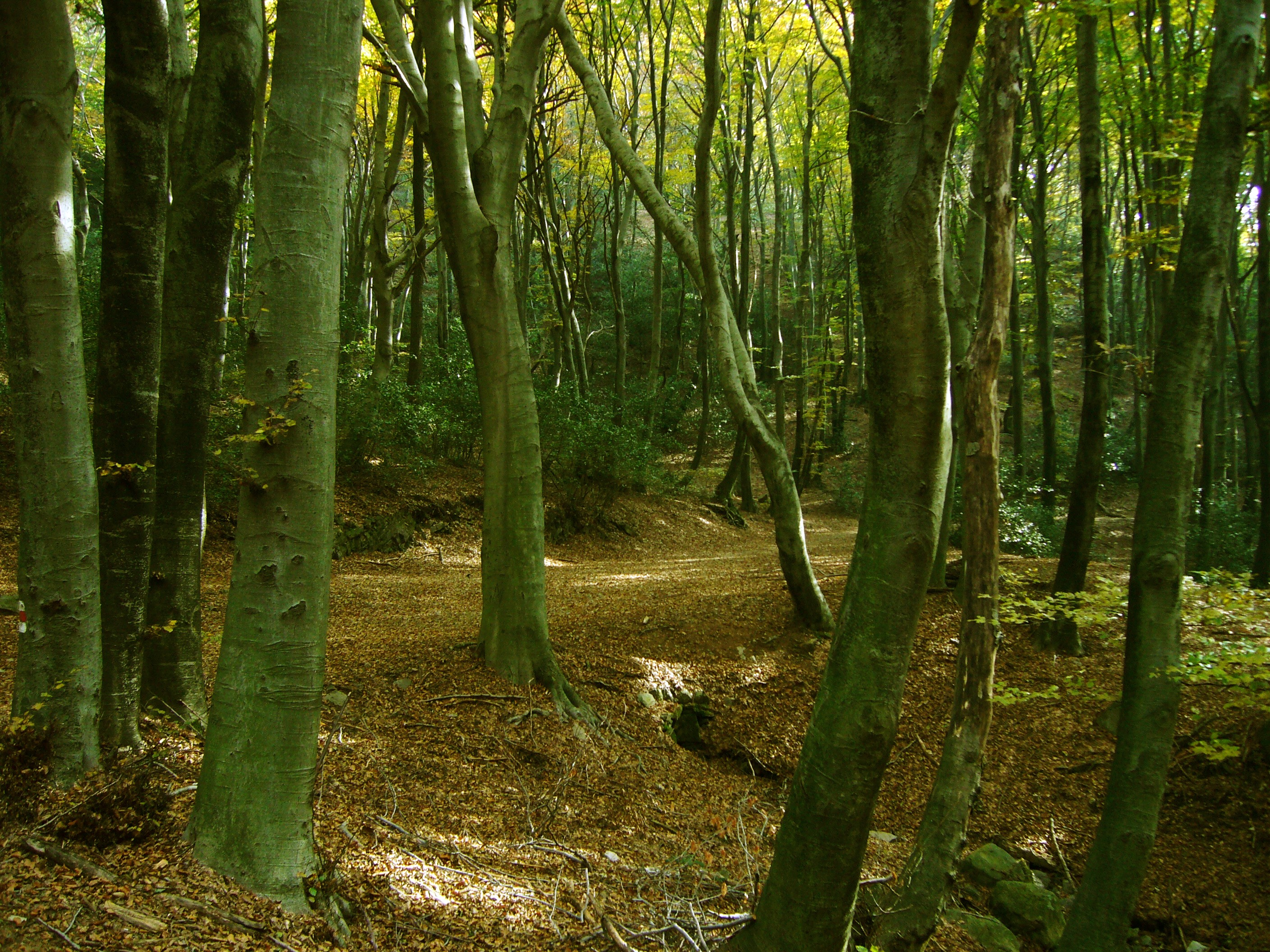
Pfad im Wald (2007)